# Acehúche
Acehúche é um município da Espanha na província de Cáceres, comunidade autónoma da Estremadura. Tem 91,1 km² de área e em 2021 tinha 813 habitantes (densidade: 8,9 hab./km²). Faz parte da Mancomunidade da Rivera de Fresnedosa e, segundo algumas fontes, pertence à comarca do Vale do Alagón, enquanto que outras fontes a colocam na comarca de Alcântara.

## Demografia
| Variação demográfica do município entre 1991 e 2004 [carece de fontes?] [carece de fontes?] | Variação demográfica do município entre 1991 e 2004 [carece de fontes?] [carece de fontes?] | Variação demográfica do município entre 1991 e 2004 [carece de fontes?] [carece de fontes?] | Variação demográfica do município entre 1991 e 2004 [carece de fontes?] [carece de fontes?] |
| ------------------------------------------------------------------------------------------- | ------------------------------------------------------------------------------------------- | ------------------------------------------------------------------------------------------- | ------------------------------------------------------------------------------------------- |
| 1991                                                                                        | 1996                                                                                        | 2001                                                                                        | 2004                                                                                        |
| 1014                                                                                        | 1007                                                                                        | 911                                                                                         | 883                                                                                         |